# Cervia Challenger 1991
Il Cervia Challenger 1991 è stato un torneo di tennis facente parte della categoria ATP Challenger Series nell'ambito dell'ATP Challenger Series 1991. Il torneo si è giocato a Cervia in Italia dal 5 all'11 agosto 1991 su campi in terra rossa.

## Vincitori

### Singolare
Claudio Mezzadri ha battuto in finale  Frédéric Fontang con il punteggio di 6–3, 6–3

### Doppio
Christian Miniussi /  Diego Pérez hanno battuto in finale  João Cunha e Silva /  Daniel Orsanic con il punteggio di 6–3, 6–4